# Naturschutzgebiete in Liberia
Naturschutzgebiete in Liberia nehmen laut IUCN 4,05 Prozent der Landfläche und 0,1 Prozent der Meeresfläche ein.

## Schutzgebiete
| Name                             | Größe (km²) | Proklamation | Besonderheiten                                                                  | Nationaler Status   | IUCN-Kategorie | Lage                          |
| -------------------------------- | ----------- | ------------ | ------------------------------------------------------------------------------- | ------------------- | -------------- | ----------------------------- |
| Bongberg-Nationalpark            | 248,12      | 2003         |                                                                                 | Nationalpark        |                | Koordinaten fehlen! Hilf mit. |
| Cestos-Senkwehn-Nationalpark     | 832,09      | 2003         |                                                                                 | Nationalpark        |                | Koordinaten fehlen! Hilf mit. |
| Foya-Nationalpark                | 1646,28     | 2003         |                                                                                 | Nationalpark        |                | Koordinaten fehlen! Hilf mit. |
| Gbi-Nationalpark                 | 884,09      | 2003         |                                                                                 | Nationalpark        |                | Koordinaten fehlen! Hilf mit. |
| Gola-Wald-Nationalpark           | 979,75      | 2003         | grenzüberschreitend mit dem Gola-Regenwald-Nationalpark in Sierra Leone geplant | Nationalpark        |                | 7° 47′ 0″ N, 10° 22′ 0″ W     |
| Grand Kru-River Gee-Nationalpark | 1351,0      | 2003         |                                                                                 | Nationalpark        |                | Koordinaten fehlen! Hilf mit. |
| Nationaler Waldpark Grebo        | 971,36      | 2003         |                                                                                 | Nationaler Waldpark |                | Koordinaten fehlen! Hilf mit. |
| Kpoberge-Nationalpark            | 837,09      | 2003         |                                                                                 | Nationalpark        |                | Koordinaten fehlen! Hilf mit. |
| Margibi-Mangroven-Nationalpark   | 238,13      | 2003         |                                                                                 | Nationalpark        |                | Koordinaten fehlen! Hilf mit. |
| Nimba-West-Nationalpark          | 104,82      | 2003         |                                                                                 | Nationalpark        |                | Koordinaten fehlen! Hilf mit. |
| Sapo-Nationalpark                | 1803,63     | 1983         |                                                                                 | Nationalpark        |                | 5° 28′ 35″ N, 8° 33′ 3″ W     |
| Naturreservat Ost-Nimba          | 135,0       | 2003         |                                                                                 | Naturreservat       |                | Koordinaten fehlen! Hilf mit. |
| Piso-See-Nationalpark            | 960,91      | 2003         | Ramsar-Gebiet                                                                   | Nationalpark        |                | 6° 43′ 53″ N, 11° 15′ 26″ W   |
| Wonegizi-Naturreservat           | 1374,27     | 2003         |                                                                                 | Naturreservat       |                | Koordinaten fehlen! Hilf mit. |